# Helotiales
Helotiales é uma ordem de fungos da classe Leotiomycetes. Segundo uma estimativa de 2008, esta ordem inclui 10 famílias, 501 géneros e 3881 espécies.
Helotiales é a maior das ordens de discomicetos inoperculados. Contém o conhecido fungo de taça esverdeado, que vive em carvalho, do género Chlorociboria.

## Hábito
- Helotiales distinguem-se pelos apotécios em forma de disco ou taça.
- Os ascos são apenas ligeiramente espessados ao contrário dos demais Leotiomycetes
- A maioria dos Helotiales vive como saprófitas no húmus dos solo, troncos mortos, estrume e outra matéria orgânica.
- Esta ordem inclui alguns dos piores patógenos vegetais como Monilinia fructicola (fungo lignolítico de drupas)), Sclerotinia sclerotiorum (que atinge a alface), D. rosae (que afecta as roseiras), Sclerotium cepivorum (que ataca a cebola)